# Valentine Adler
Pour les articles homonymes, voir Adler.
Valentine Adler (aussi connu comme Vali Adler) (5 mai 1898 – 6 juillet 1942) est une écrivaine et militante communiste autrichienne.

## Biographie

### Biographie
Valentine Adler est née en 1898 à Vienne en Autriche. Son père est Alfred Adler et sa mère, Raissa Timofeïevna Epstein, fille d'un marchand juif de Moscou. Elle est la sœur de la neurologue Alexandra Adler. Elle épouse le journaliste hongrois Gyula Sas,.

### Engagement politique
Adler rejoint le Parti communiste d'Autriche en 1919. Elle le quitte en 1921 pour rejoindre le Parti communiste d'Allemagne. Elle est une fervente partisane du socialisme utopique. Elle est intéressée par l'idée de s'installer en Union soviétique en raison de l'état politique de son pays. Comme le nazisme gagne en influence en Allemagne, son mari s'exile à Moscou. Valentine Adler s'y installe en 1933. Elle travaille comme éditrice dans une maison d'édition axée autour des émigrants soviétiques. Elle est désabusée par l'Union Soviétique, le climat politique et social changeant et exprime ses préoccupations à travers ses textes.

### Arrestation, condamnation et mort
Le 22 janvier 1937, Valentine Adler et son mari Gyula Sas sont arrêtés et emprisonnés à la Loubianka où ils sont torturés. Elle est ensuite transférée à la Boutyrka (prison moscovite). Le 19 septembre 1937, elle est condamnée à dix ans de prison pour « activités trotskistes illégales et établissement de contacts avec des groupes trotskistes étrangers ». Ses parents avaient rencontré Léon Trotski quelques années auparavant, ce que le tribunal militaire considère comme le point d'orgue de l'intérêt et de la participation de Valentine Adler à des activités anti-soviétiques. Elle meurt au camp d'Alzhir à Akmolinsk, où sont détenues les épouses de « traîtres à la patrie » durant l'époque stalienienne, le 6 juillet 1942.

## Postérité
En 1952, plusieurs personnalités internationales, dont Albert Einstein, demandent à l'Union soviétique des détails sur le procès d'Adler. Jusqu'à cette demande, sa date de la mort était restée inconnue. Elle est réhabilitée le 11 août 1956, par la Cour suprême de l'URSS,.